# Wilhelm Koch (Theologe)
Wilhelm Koch (* 21. September 1874 in Ludwigsburg; † 20. Januar 1955 in Tettnang) war ein deutscher römisch-katholischer Theologe und Hochschullehrer.

## Leben
Nach dem Abitur in Rottweil studierte Koch von 1893 bis 1897 katholische Theologie an der Universität Tübingen. 1898 wurde er zum Priester geweiht und anschließend war er als Vikar in Stuttgart tätig.
1899 wurde er Präfekt am Martinihaus in Rottenburg am Neckar und 1902 Repetent am Wilhelmsstift in Tübingen.
1905 wurde Koch außerordentlicher Professor für Dogmatik und Apologetik an der Universität Tübingen und trat damit die Nachfolge seines Lehrers Paul von Schanz an. Aufgrund seiner Ausführungen in Vorlesungen und Predigten geriet er in Konflikt mit dem Seminarregens Benedikt Rieg. Auf Riegs Veranlassung wurde der dritte Band der Vorträge Kochs („Katholizismus und Christentum“) indiziert, obwohl der Rottenburger Bischof Paul Wilhelm von Keppler bereits im Vorjahr das Imprimatur erteilt hatte. Keppler ersuchte 1912 das württembergische Kultusministerium, Koch seines Amtes zu entheben. Während der Beweisaufnahme bot Koch 1916 in der Hoffnung, seine Professur retten zu können, den Verzicht auf seinen Lehrauftrag für Dogmatik und erforderlichenfalls auch für Apologetik an. Der Lehrauftrag wurde daraufhin Ludwig Baur übertragen. Sein Nachfolger als Professor für Dogmatik wurde 1918 Karl Adam, während die Apologetik von der Professur abgetrennt wurde.
Von 1916 bis 1918 war Koch Garnisonspfarrer in Lille. Anschließend war er ab 1919 Stadtpfarrer in Binsdorf, bis er 1929 nach Waiblingen wechselte. Ab 1933 war er in Tettnang als Stadtpfarrer tätig und wurde 1938 zum Dekan gewählt. Aufgrund der Ablehnung der nationalsozialistischen Weltanschauung wurde er 1941 für drei Wochen von der Gestapo inhaftiert und danach aus dem Kreis Friedrichshafen ausgewiesen, wobei er auf seine Pfarrstelle verzichten musste. Danach war ab 1942 als Pfarrer in Stetten bei Tuttlingen tätig, bis er 1946 pensioniert wurde.
Seit 1906 war Koch Mitglied der katholischen Studentenverbindung AV Guestfalia Tübingen.

## Veröffentlichungen (Auswahl)
- Dogmatik. Laupp, Tübingen 1907.
- (mit Otto Wecker): Religiös-wissenschaftliche Vorträge für katholische Akademiker. Vier Bände. Bader, Rottenburg a.N. 1909–1911.
- Die Taufe im Neuen Testament (= Biblische Zeitfragen, Bd. 10). Aschendorff, Münster 1910.
- Das Abendmahl im Neuen Testament. Aschendorff, Münster 1911.
- Der authentische Charakter der Vulgata im Lichte der Trienter Konzilsverhandlungen. Tübingen 1915.